# Suite para violonchelo y piano (Saint-Saëns)
La Suite para violonchelo y piano, op. 16, fue compuesta por Camille Saint-Saëns en 1866. Esta obra se considera el punto de partida de la carrera del compositor.

## Estructura
La pieza está escrita en forma de suite con cinco movimientos:
1. Prélude: Moderato assai
2. Sérénade: Andantino
3. Scherzo: Allegro grazioso
4. Romance: Adagio
5. Final: Allegro con brio

El final del final contiene una recapitulación del preludio, típico de una serenata. De hecho, la obra se parece mucho a la Serenata para cuerdas de Antonín Dvořák.

## Versión orquestada
El interés de Saint-Saëns por esta pieza revivió en 1919. El violonchelista Joseph Hollmann, para quien compuso el Segundo concierto para violonchelo, animó a Saint-Saëns a orquestar este conjunto de cinco piezas. Sin embargo, el compositor sintió que Scherzo y Finale eran demasiado pianísticos para ser orquestados, y finalmente tomó la decisión de reemplazar los dos movimientos con una gavota y una tarantela, respectivamente. La gavota, originalmente escrita en sol menor, fue transpuesta a re menor tras la orquestación. El Romance ya existía en forma orquestada porque el compositor una vez tomó el movimiento de la suite original y lo transcribió para trompa para Henri Chaussier, aunque lo modificó una vez más con una orquestación diferente para la suite. La versión orquestada fue publicada por J. Hamelle en 1920.